# Brânză de coșuleț

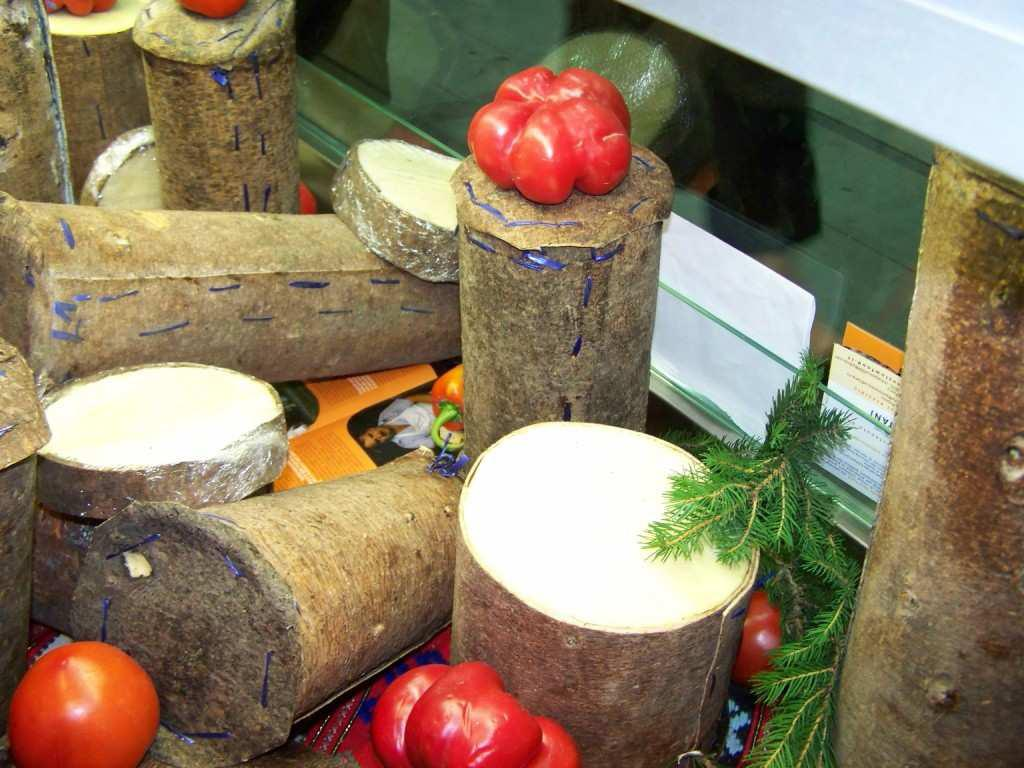

Brânza de coșuleț este o brânză făcută numai din lapte de oaie, specifică României. Coșul este făcut din coaja de brad fiert în zer într-o manieră foarte specifică.